# Godardia radiata
Godardia radiata är en fjärilsart som beskrevs av Friedrich Wilhelm Niepelt 1934. Godardia radiata ingår i släktet Godardia och familjen praktfjärilar. Inga underarter finns listade i Catalogue of Life.